# مينيا ترك

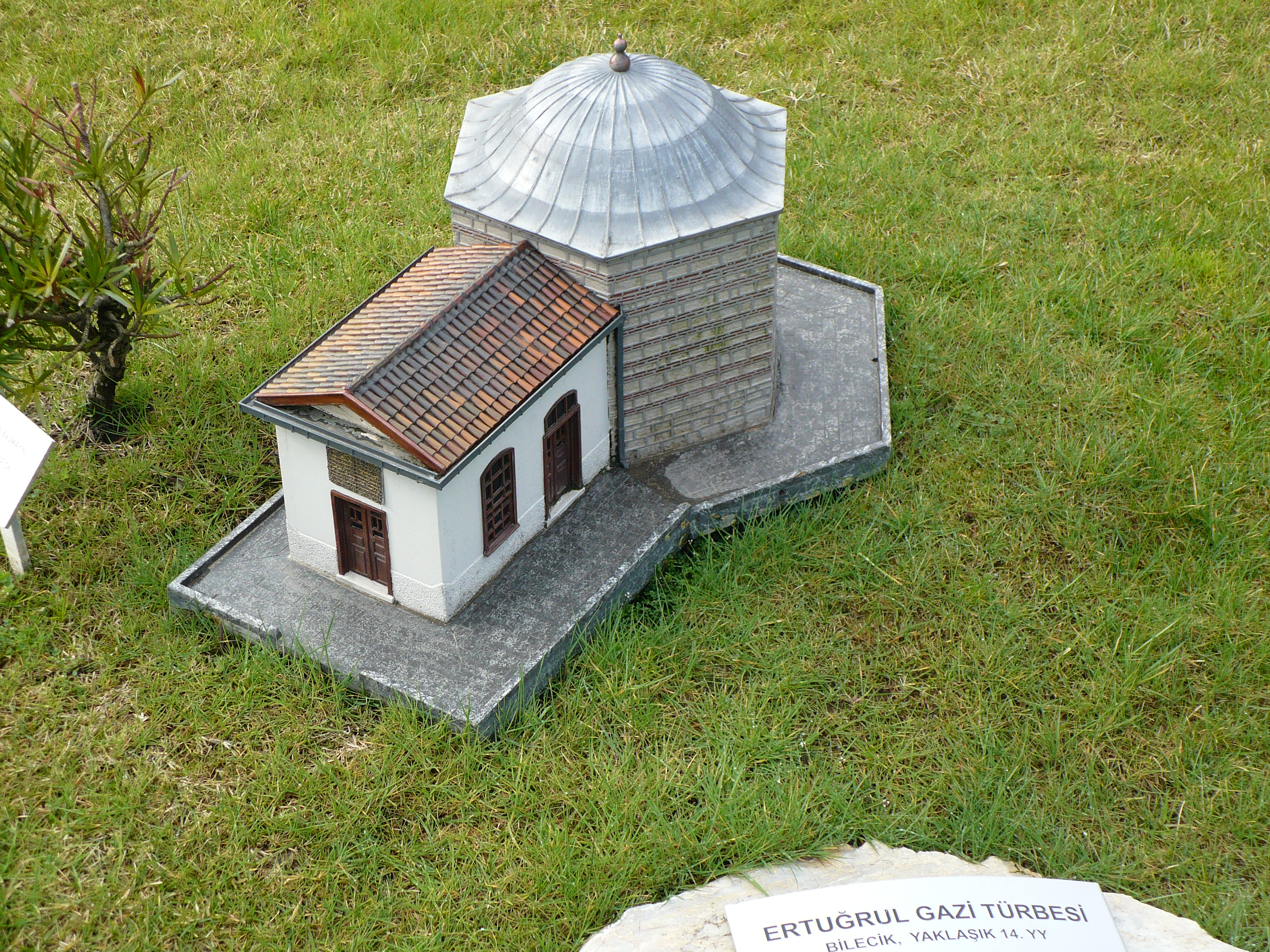
نموذج لضريح أرطغرل يوجد بمينيا ترك. تصميم مبنى الضريح على شكل سداسي الأضلاع وفوقه قبة تحتها قبر أرطغرل، ومدخل الضريح غرفة مستطيلة.

مينيا ترك، متحف وحديقة تقع وسط مدينة إسطنبول وتتربّع على مساحة تناهز 60 ألف متر مربع على ضفاف خليج القرن الذهبي، وتُعتبر واحدة من أهم الأماكن السياحية في تركيا التي يزورها سنوياً أكثر من 800 ألف سائح.

## الافتتاح
افتُتِحَ متحف مينيا تُرك في الثاني من أيار/مايو عام 2003م بمشاركة رئيس الوزراء التركي في وقتها "رجب طيب أردوغان"، و تحتوي الحديقة على 122 نموذجاً مصغراً لأشهر معالم إسطنبول في مكان واحد ضخم.

## المجسمات
صُنعت غالبية النماذج والمجسمات الموجودة فيه من البلاستيك والأخشاب بشكل احترافي جدا مثل مستوطنة إفسوس، ضريح موسولوس، مدينة هاليكارناسوس الإغريقية الأثرية، وهيكل آرتميس، بمقياس تصغير 1/25 من حجمها الحقيقي ودقّة تصل إلى أصغر التفاصيل، بالإضافة إلى معالم من دول أخرى غير تركيا، والتي من أشهرها المسجد الاقصى وقبة الصخرة في فلسطين المُحتلة.

وتحوي الحديقة أيضا نماذج لمعالم أثرية دُمرت تماما، أو لم يتبقَ منها سوى بقايا أطلال، في محاولة منها للتعريف بحوالي 3 آلاف عام من تاريخ الأرض التي تشغلها الآن جمهورية تركيا.

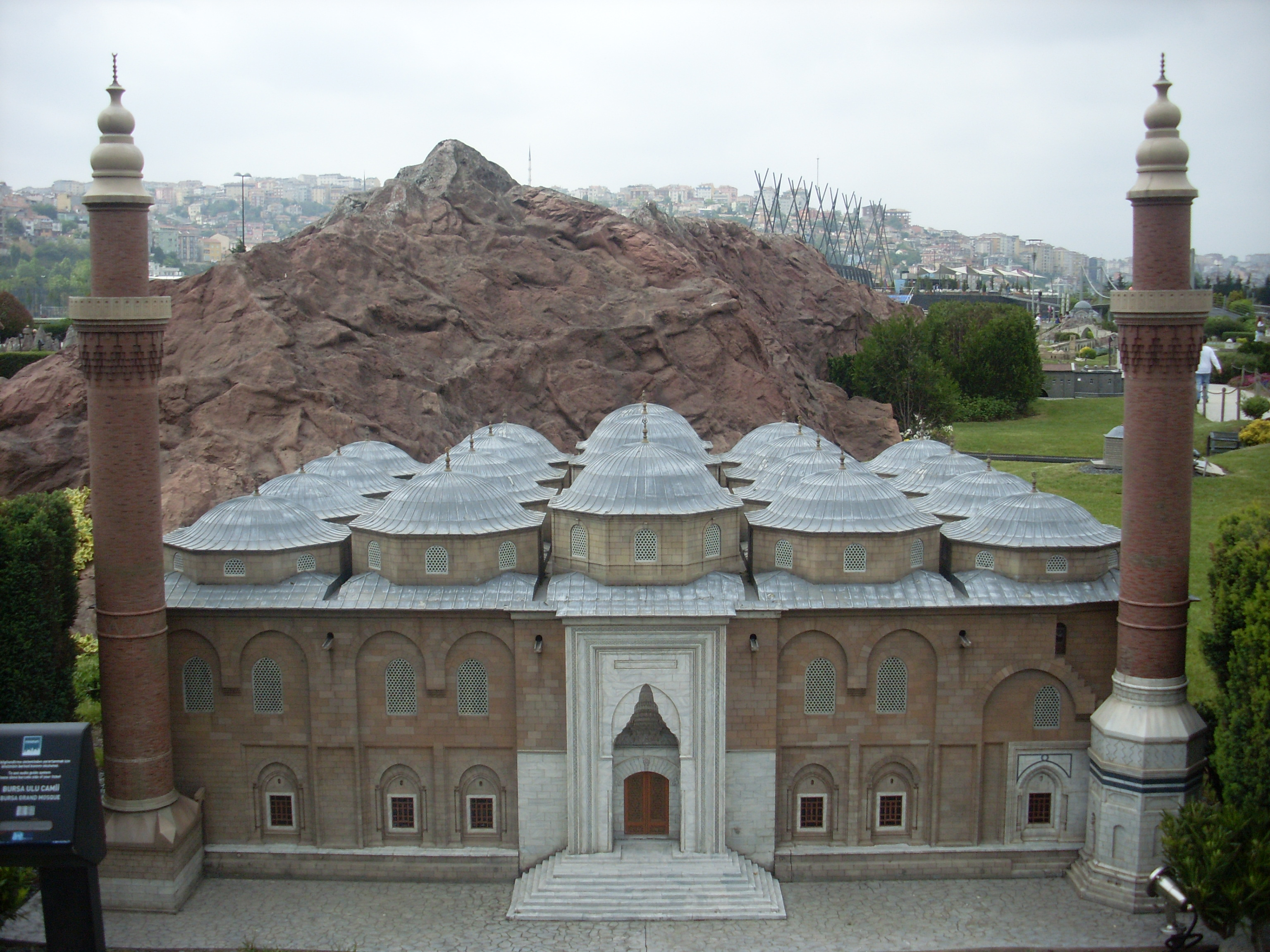
مجسم بحديقة متحف "مينيا ترك" يمثّل مسجد "أُولُو جامع" ذا العشرين قُبّة، والذي بناه السلطان بايزيد الأول عام 1399م بمدينة بورصة.

## وصلات خارجية
- الموقع الرسمي لمينيا ترك.
- صورة 360° لمينيا ترك
- صور لمجسمات من مينيا ترك